# Bonnie Raitt
Bonnie Raitt (født 8. november 1949) er amerikansk sanger og guitarist. Siden hun udsendte sit debutalbum i 1971, har hun haft noget nær monopol som kvindelig blues-slideguitarist med et repertoire bestående af 1930'ernes Robert Johnson-sange og nyere sange med såvel folk- som countrypræg. Hendes stemme er hæs og karakteristisk, hendes guitarspil indtrængende, som det bl.a. høres i samspillet med bluesveteranen John Lee Hooker på dennes album The Healer (1989). Hun toppede 1990 den amerikanske hitliste med albummet Nick of Time (1989).
Bonnie Raitt er stadig aktiv og var senest i Danmark d. 11. juni 2016 i Amager Bio, hvor hun spillede en udsolgt koncert.